# 米兰·古罗维奇
米兰·古罗维奇（1976年6月17日—），塞尔维亚男子篮球运动员。他曾代表南联盟参加2002年国际篮联世界锦标赛、1999年欧洲篮球锦标赛和2001年欧洲篮球锦标赛。